# معقبات

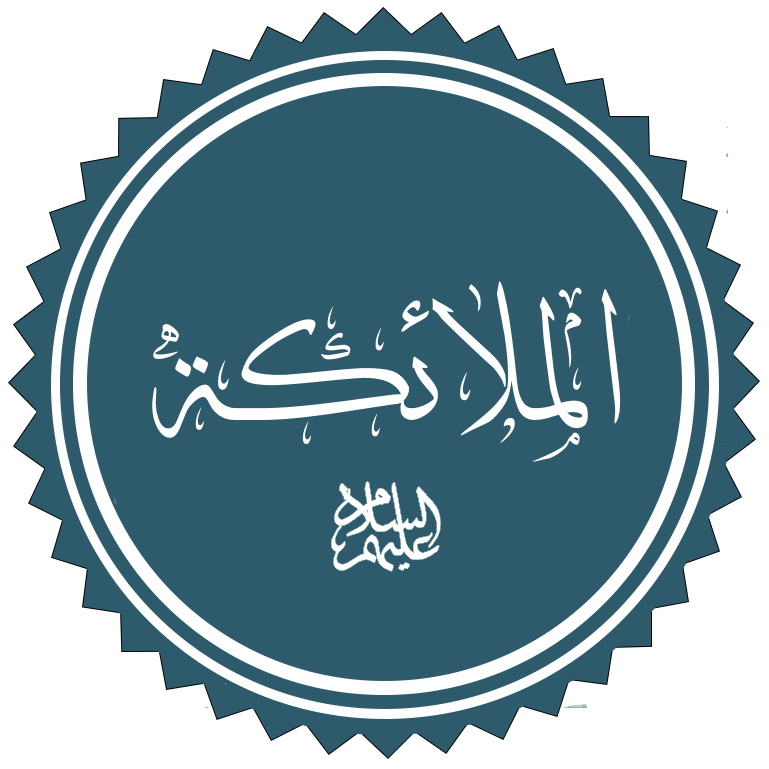
تخطيط الملائكة عليهم السلام

معقبات هو مصطلح يأتي دائما بصفة الجمع ويعني الذين يتبعون بعضهم البعض. يظهر المصطلح في سورة الرعد الآية 11 للإشارة إلى صنف من الملائكة المكلفة بتعقب الإنسان وحفظه وإحصاء ما يفعله من خير أو شر إضافة إلى منع الموت حتى الوقت المحدد. في الإسلام يعتبر الملاك الحارس بمثابة الرقيب الذي يراقب الناس ويبقيهم أثناء الحياة، النوم، الموت والبعث. مفرد كلمة معقبات هو معقب والتي تعني الشخص الذي يتبع. أيضا يشمل ذلك الصنف من الملائكة الحفظة ويعتبر شبيه بمفهوم الملاك الحارس في المسيحية واليهودية. يقول الرسول محمد صلى الله عليه وسلم أن لكل إنسان عشرة حفظة.

## أصل التسمية
كلمة معقبات هي جمع كلمة معقب والمشتقة من كلمة كعب والتي تفهم على أنها تعاقب الأكعاب كما في السباق. اشتقاق الاسم يدل للتأكيد على مهمة تلك الملائكة المكلفة من قبل الله عز وجل بتتبع كل مخلوق.

## ذكر المعقبات في القرآن
يذكر الله سبحانه و تعالى المعقبات في سورة الرعد الآية 10-11 و التي تقول ”له معقبات من بين يديه ومن خلفه يحفظونه من أمر الله إن الله لا يغير ما بقوم حتى يغيروا ما بأنفسهم وإذا أراد الله بقوم سوءا فلا مرد له وما لهم من دونه من وال“
أيضا يذكر الله الحفظة في سورة الأنعام الآية 61 في قوله تعالى ”وَهُوَ الْقَاهِرُ فَوْقَ عِبَادِهِ وَيُرْسِلُ عَلَيْكُمْ حَفَظَةً حَتَّى إِذَا جَاءَ أَحَدَكُمُ الْمَوْتُ تَوَفَّتْهُ رُسُلُنَا وَهُمْ لاَ يُفَرِّطُوْنَ“.